# Brug 608
Brug 608 is een vaste brug in Amsterdam Nieuw-West.
De voetgangers- en fietsbrug is gelegen in een afsplitsing van het Heksenpad, die een verbinding vormt tussen de Jacob van Maerlantstraat (gebouwd circa 1959) en de Mien Labbertonstraat/Nienke van Hichtumstraat (gebouwd circa 1988) in Geuzenveld-Slotermeer. Het bruggetje overspant een niet vernoemd water, dat rond een eiland is gelegen dat pas sinds 1988 volgebouwd is, terwijl de omringende bebouwing van eind jaren vijftig dateert. 
Het ontwerp van de brug, die van oorsprong houten funderingspalen heeft, is afkomstig van de tekentafels van de Dienst der Publieke Werken. Het is een van de weinige bruggen uit de koker van Peter Pennink. Opvallend aan de brug is het relatief lange landhoofd op de zuidoever. Pennink paste slechts aan de zuidkant van de brug borstweringen toe; in die borstweringen in relïef toegepast. De brug zou destijds gaan dienen voor de zuidelijke toegang naar een in de jaren zestig te bouwen openluchttheater op het zogenaamde Scholeneiland (er stonden houten noodscholen op), dat theater kwam er echter nooit. Op de architectentekening zijn dan ook hogere borstweringen te zien, die de toegangsdeuren tot dat theater moesten dragen. In plaats van het theater kwamen in 1988 de woningen.  
Pennink tekende ook voor de curieuze brug 626 die in het verlengde van deze brug ligt.

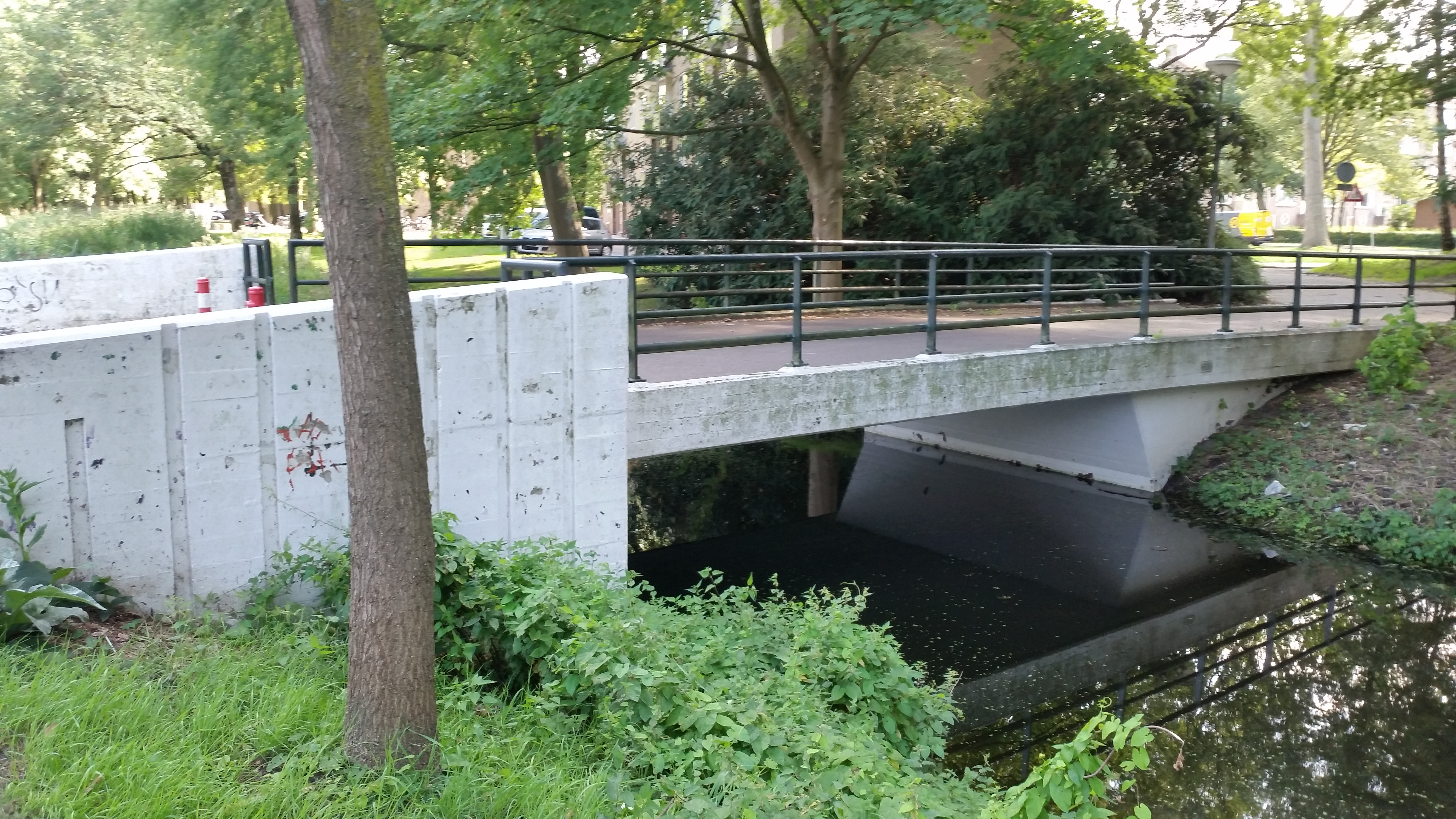
Zijaanzicht van brug 608 (september 2018)

<<< · 600 · 601 · 602 · 603 · 604 · 605 · 606 · 607 · 608 · 609 · 610 · 611 · 612 · 613 · 614 · 615 · 616 · 617 · 618 · 619 · 620 · 621 · 622 · 623 · 624 · 626 · 627 · 628 · 629 · 630 · 631 · 632 · 633 · 634 · 635 · 636 · 637 · 638 · 639 · 643 · 651 · 652 · 653 · 655 · 656 · 657 · 658 · 659 · 660 · 661 · 662 · 663 · 664 · 665 · 666 · 667 · 668 · 669 · 670 · 671 · 673 · 674 · 675 · 676 · 677 · 678 · 679 · 681 · 682 · 683 · 684 · 685 · 687 · 688 · 689 · 690 · 691 · 692 · 695 · 696 · 699 · >>>
Verdwenen brugnummers: 625 (afgebroken brug Sam van Houtenstraat), 640, 644, 645, 646, 647, 648, 650, 672 (duiker Cornelis Lelylaan, Rembrandtpark), 694, 698.
Nooit gebouwd: 649, 680 (nooit gebouwde brug Sloterplas).
Brugnummers 641, 642, 654, 686, 693, 694 en 697 zijn onbekend.